# Laketown Township (Michigan)
Laketown Township est un canton civil du comté d'Allegan dans l'État américain du Michigan. Il se situe sur les rives du lac Michigan entre Holland et Saugatuck.  La population était de 5 928 habitants au recensement de 2020.

## Communautés
La localité comporte trois enclaves.
Castle Park est une communauté non constituée qui regroupe environ 100 chalets et maisons d'été s'égrenant le long du lac Michigan. Cet établissement humain est situé sur l'ancien domaine de Michael Schwarz dénommé Castle Park. Construite en 1890, la demeure en briques de Schwarz, de style château à tourelles, sert désormais de centre communautaire de l'enclave. De 1903 à 1953, cette communauté a bénéficié d'un bureau de poste.
Macatawa est une petite communauté non constituée qui se trouve près du lac Michigan sur les rives du lac Macatawa. Cette localité abritait autrefois des complexes hôteliers destinés aux visiteurs de Chicago. Presque tout ce qui témoignait de ces stations a été détruit lors de plusieurs incendies. Le site abrite aujourd'hui principalement des chalets. La communauté se trouve à la frontière entre le canton de Laketown dans le comté d'Allegan et le canton de Park dans le comté d'Ottawa. Toutefois, cet établissement humain se situe sur la rive sud du lac Macatawa et se trouve séparé de la majeure partie du canton de Park. Macatawa est desservi par un service de boite postale dont le code ZIP est 49434.
Graafschap est une petite communauté non constituée qui s'étend à cheval sur le territoire des cantons de Fillmore et de Laketown.

## Géographie
Selon le Bureau du recensement des États-Unis, le canton a une superficie totale de 56,1 km² dont 55,8 km² sont constitués de terre et 0,3 km² d'eau.

## Démographie
Selon le recensement de 2000, 5 561 personnes, 2 080 ménages et 1 591 familles résidaient dans le canton. La densité de population était de 99,3 habitants par km². Le canton comptait 2 373 unités d'habitation avec une densité moyenne de 42,4 habitants par km².
La composition raciale du canton était de 96,04 % de Blancs, 0,50 % d'Afro-Américains, 0,07 % d'Amérindiens, 0,88 % d'Asiatiques, 0,11 % d'insulaires du Pacifique, 1,51 % d'autres races et 0,88 % issus de deux races ou plus. Les Hispaniques ou Latinos de toute ethnie représentaient 3,70 % de la population locale.
Le canton comptait 2 080 ménages dont 34,8 % avaient des enfants de moins de 18 ans vivant au domicile de leurs parents. De ces ménages, 69,4 % étaient des couples mariés vivant ensemble, 4,5 % étaient monoparentaux et 23,5 % étaient des colocataires (non-families en américain). 18,8 % de l'ensemble des ménages étaient constitués de personnes seules et 6,2 % comptaient une personne vivant seule âgée de 65 ans ou plus. La taille moyenne des ménages était de 2,66 et la taille moyenne des familles de 3,07.
Dans le canton, la population était dispersée, avec 27,1 % de moins de 18 ans, 6,9 % de 18 à 24 ans, 27,7 % de 25 à 44 ans, 27,1 % de 45 à 64 ans et 11,3 % de 65 ans ou plus. L'âge médian était de 39 ans. Pour 100 femmes, il y avait 100 hommes. Pour 100 femmes âgées de 18 ans et plus, il y avait 98,8 hommes.
Le revenu médian d'un ménage du canton était de 60 893 $ et le revenu médian d'une famille de 69 440 $. Les hommes avaient un revenu médian de 46 698 $ contre 31 597 $ pour les femmes. Le revenu par habitant du canton était de 29 377 $. Environ 1,3 % des familles et 2,8 % de la population vivaient en dessous du seuil de pauvreté, dont 1,9 % des moins de 18 ans et 4,4 % des 65 ans et plus.

## Personnalités liées au canton
- Dorr Felt possédait des terres à Laketown Township où il avait fait construire un manoir situé à l'angle de la 66e rue et de la 138e avenue. Après sa mort, ce manoir et les terres qui l'entouraient ont été vendus à l'Ordre de Saint-Augustin qui y a édifié un séminaire.
- Le pape Léon XIV a fréquenté le lycée du Séminaire Saint-Augustin de 1969 à 1973[5].

### Note
- Walter Romig, Michigan Place Names: The History of the Founding and the Naming of More Than Five Thousand Past and Present Michigan Communities, Detroit, Michigan, Wayne State University Press, coll. « Great Lakes Books Series », 1er octobre 1986 (1re éd. 1973) (ISBN 978-0-8143-1838-6)